# Сільві Гіллем
х
Сільві Гілем CBE (фр.: [silvi gilɛm] ; нар. 23 лютого 1965) — французька артистка балету. З 1984 по 1989 роки Гілем була провідною танцівницею балету Паризької опери, перш ніж стати головною запрошеною артисткою Королівського балету в Лондоні.Виконувала сучасні танці як асоційована артистка лондонського театру Sadler's Wells. Серед її найвідоміших виступів — у «Жізелі» та в постановках Рудольфа Нурієва « Лебедине озеро» та «Дон Кіхот». У листопаді 2014 року вона оголосила про свій відхід зі сцени в 2015 році  .

## біографія

### Раннє життя
Гілем народилася 23 лютого 1965 року в Парижі та виросла у передмісті в родині робітника. У дитинстві займалася гімнастикою під керівництвом матері, вчительки гімнастики.  Батько був автомеханіком.  
У 1977 році у віці 11 років почала навчатися в балетній школі Паризької опери, де Клод Бессі, тодішній директор школи, відразу помітив її виняткові здібності та потенціал, а в 1981 році у віці 16 років вона приєдналася до кордебалету трупи.  Спочатку вона ненавиділа танці, віддаючи перевагу гімнастиці, але після участі в шоу полюбила виступати. 

### Кар'єра
У 1983 році Гілем отримала спеціальну премію Молодіжної організації Варни в молодшій категорії на Варненському міжнародному конкурсі артистів балету , який пізніше того ж року приніс їй її першу сольну роль, танцюючи Королеву дріад у «Рудольфа Нурієва ». інсценізація «Дон Кіхота».  29 грудня 1984 року, після її виступу в «Лебединому озері» Нурієва, вона стала наймолодшою балетною балетом Паризької опери, найвищою танцівницею трупи.  У 1987 році вона виконала головну роль у сучасному балеті Вільяма Форсайта « Посередині, дещо підвищено» з одним із своїх улюблених партнерів, Лораном Ілером. 
У 1988 році їй дали головну роль у постановці «Жизелі», поставленій Королівським балетом до 50-річчя Нурієва. Її виступ мав успіх, і наступного року вона поїхала з Парижа до Лондона, щоб стати вільною виконавицею та одним із головних запрошених артистів Королівського балету.  Її бажання працювати незалежно від компанії принесло їй прізвисько «Мадемуазель Нон».  У 1995 році Гілем створив танцювальну телепрограму Evidentia, яка отримала кілька міжнародних нагород. У 1998 році вона поставила власну версію «Жізелі» для Національного балету Фінляндії, а в 2001 році переставила балет для балету Ла Скала в Мілані . 
У 2001 році вона стала першим лауреатом премії Ніжинського як найкраща балерина світу, хоча у своїй промові під час нагородження вона розкритикувала «культуру супермаркету» таких нагород. У тому ж році вона знялася оголеною і без макіяжу в фотосесії для французького Vogue. 
У 2003 році вона керувала центральною частиною програми вшанування Нурієва, але її розкритикували за те, що танцюристи виступали перед гігантським проектованим фоном Нурієва, що відволікало глядачів.  До 2006 року вона перейшла від балету до сучасного танцю, працюючи з такими виконавцями, як Акрам Хан, як асоційований артист театру Sadler's Wells у Лондоні.
У березні 2015 року Гілем вирушив у міжнародний прощальний тур під назвою « Life in Progress », у якому прозвучали твори Хана, Рассела Маліфанта, Матса Ека та Форсайта.  
Тур завершився в Японії,   і вона дала свій останній виступ на японському телебаченні 31 грудня 2015 року, виконавши « Болеро » Моріса Бежара, коли годинник відраховував північ за місцевим часом. Виступ закінчився опівночі за місцевим часом 1 січня 2016 року  У 2021 році Гілем дала своє перше інтерв’ю після виходу на пенсію, щоб розповісти про своє життя та артистизм у рамках розмови з Данілом Сімкіним. 

### Особисте життя
Станом на 2006 рік Гілем перебував у тривалих стосунках з фотографом Жилем Тапі. 
Вона є прихильницею екологічної групи Sea Shepherd.  Вона абсолютний веган. 

## Репертуар
Репертуар Гіллема включає Жизель (Жізель), Лебедине озеро (Одетта/Оділія), Дон Кіхот (Кітрі), Посередині, дещо піднесено, Ромео і Джульєтта (Джульєтта), Спляча красуня (Аврора), Болеро, Попелюшка, Нотр-Дам de Paris, Raymonda, La Bayadere (Нікія та Гамзатті), Fall River Legend, Prince of the Pagodas (Princes Rose), Hermann Schmermann, Le Martyre de Saint-Sébastien та Sacred Monsters (з Акрамом Ханом). 

## Нагороди
За свою кар'єру Гіллем отримала безліч нагород.

## зовнішні посилання
Шаблон:OlivierAward SpecialAward